# Emmanuel Gondouin
Pour les articles homonymes, voir Gondouin.
Emmanuel Gondouin est un peintre cubiste français né à Versailles en 1883 et mort à Paris en 1934.
Considéré comme un peintre maudit, il vécut dans la misère.
Il vit dans les quartiers de Montmartre puis de Montparnasse à Paris, survit grâce au dessin industriel et devient l'ami de Modigliani. 
1883-1911 :
Jeunesse à Versailles.
Apprentissage de verrier à Levallois.
Premiers ateliers à Paris.
Vit avec Zadkine à la "Ruche". 
1911-1918 :
Première exposition aux Indépendants.
Vit Boulevard Raspail avec Modigliani.
Rencontre de Foujita.
Portrait de Van Dongen et croquis pour le portrait de Mirbeau. 
1918-1921 :
Son ami et écrivain Albert Adès écrit Un roi tout nu qui s'inspire de sa vie.
Illustration du livre Goha le simple  de Albert Josipovici et Albert Ades
Portrait d'Octave Mirbeau exposé au Salon d'automne.
1921-1924 :
Expositions à "La Licorne".
Départ à Cavalaire où il construit une maison pour lui et pour son ami Albert Gleizes.
1924-1926 :
Exécution des grands nus (bleu, ocre et vert, blond)
Expose aux Indépendants et à la galerie Briant-Robert. 
1928-1930 :
Architecte à Ville d'Avray.
Achat d'une toile par Guggengheim.
1930-1932 :
Gondouin construit une maison à Saint-Cloud.
Portraits de Clémenceau et de Foujita.
Exposition chez Bernhein Jeune. 
1932-1934 :
Expose Porte de Versailles avec Valmier, Gleizes, Delaunay.
Sculpture pour le docteur Viard.
Maladie et, après convalescence, rechute et mort tragique le 6 janvier 1934. 

De son vivant, il a fréquenté de nombreux peintres dont il a notamment tiré le portrait comme c'est le cas de Foujita. Il a également été proche de Robert Delaunay, André Lhote ou Albert Gleizes.
Gondouin a pris part à des expositions à l'étranger, notamment à New-York et Chicago.
Il meurt à l’hôpital.
Si Gondouin était avant tout un peintre, il était aussi architecte, bricoleur et touche à tout.
Il a construit trois maisons, deux à Cavalaire (une pour lui et une pour son ami Albert Gleize) et une à Saint-Cloud qui est encore visible et qui a été sa dernière demeure.
Il a réalisé aussi quelques sculptures et construisait souvent ses meubles lui-même.
Expositions post-mortem. 
- La galerie Druet lui consacre une rétrospective en 1935.
- Une exposition à la galerie Drouin en 1945 attire des admirateurs
- Du 26 novembre au 6 février 2005, une œuvre de Gondouin (Nu rose, 1928) a été exposée à la Fondation Juan Mirò (Barcelonne) dans le cadre de l'exposition "La femme. Métamorphoses de la modernité". Cette œuvre de belles dimensions est reproduite en couleurs dans la monographie de Jacques de la Frégonnière et se trouve également dans le catalogue de cette exposition.

## Œuvres

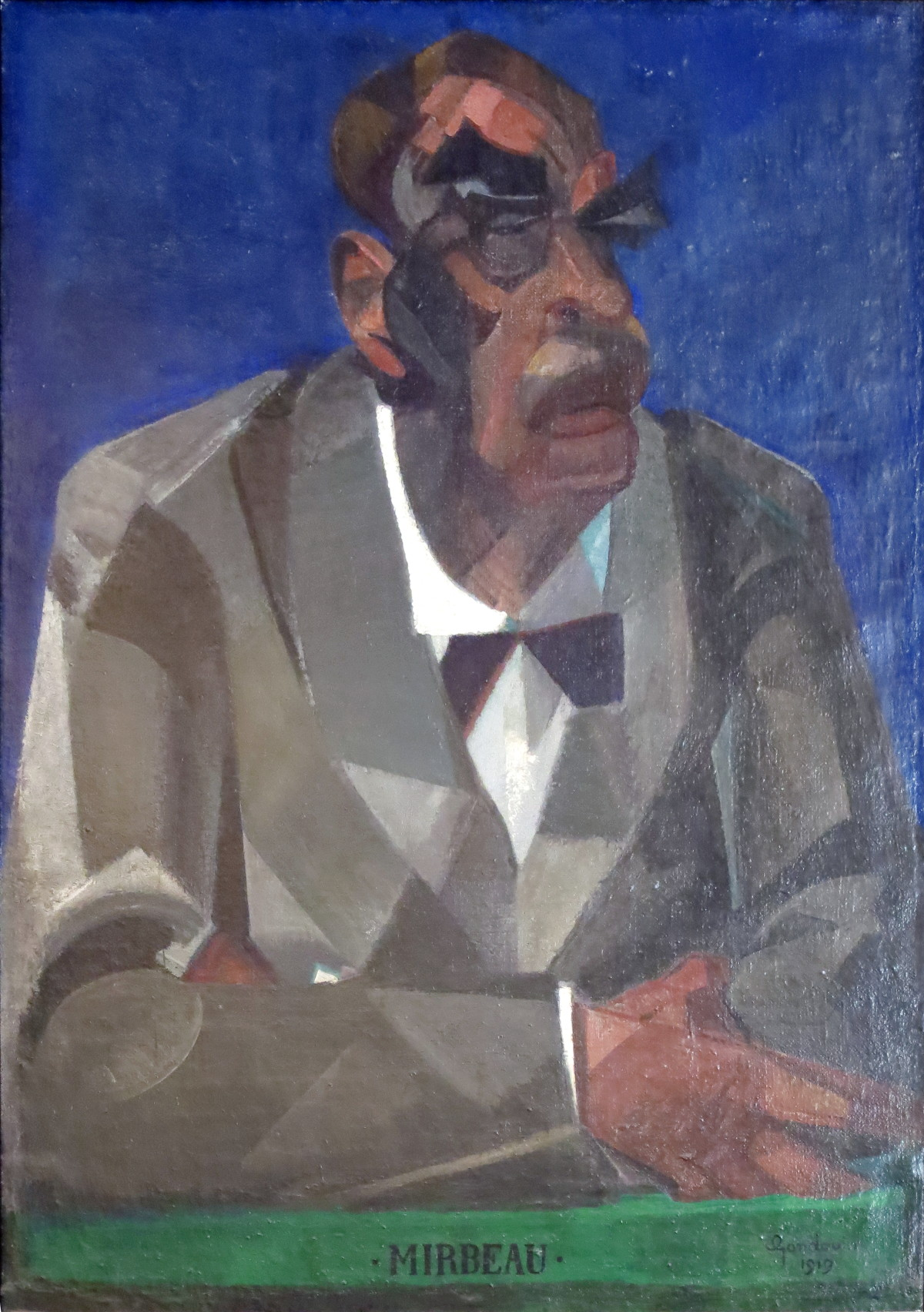
Octave Mirbeau, 1919

- Paysage de campagne arboré, (1916, 73 × 100, huile sur toile) ;
- Étude Pour Le Mirbeau, 1919, Musée Carnavalet, Paris ;
- Octave Mirbeau. 1919 ;
- Nu, 1920 ;
- Palmiers À Cavalaire, (1922, 185 × 120, huile sur toile) ;
- Fleurs, (1927, 134 × 87), Palais des Beaux-Arts de Lille[3]) ;
- Georges Clemenceau, assis dans une voiture descendant les Champs-Élysées (vers 1928, 135 × 113, huile sur toile), Musée Carnavalet de Paris[4]
- Composition cubiste, [s.d.], Musée du Petit Palais à Genève
- Nu Bleu
- Portrait de Foujita
- Négresse
- Nu au rocher

## Collections publiques

### Collections publiques en France
- Musée des Beaux-Arts de Dijon[5]
  - Nature morte à la table bleue, dessin
  - Femme à la vague, dessin
  - Le Guéridon, dessin
  - Femme avec une amphore, dessin
  - Danseuse, dessin
  - Nature morte à la poire, dessin
  - Nature morte à la table verte, dessin
- Centre Georges Pompidou (CNAC)[6]
  - Négresse, huile sur toile
  - Pot de fleurs, dessin
  - Egyptienne, dessin
  - Chat, dessin
  - Fleurs et feuillages, huile sur toile
  - Fleurs, huile sur toile
  - Tête de femme, dessin
- Musée d'Art Moderne de Paris[7]
  - Versailles, huile sur toile
  - Vase de tulipes sur fond rouge, dessin
  - Symphonie en rouge, peinture
  - Nu, peinture
  - Autoportrait, peinture
  - Paysage tropical, peinture
  - Nature morte, dessin
- Musée Carnavalet (Paris)
  - Portrait d'Octave Mirbeau, huile sur toile
  - Etude pour le portrait d'Octave Mirbeau, dessin (1918)
  - Etude pour le portrait d'Octave Mirbeau, dessin (1919)
  - Portrait de Georges Clémenceau, peinture
- Palais des Beaux-Arts de Lille
  - Fleurs, huile sur toile[8]
- Musée de Grenoble
  - Femme nue debout[9]
- Musée des Ursulines à Mâcon
  - Paysage à l'arbre, huile sur toile[10]

### Collections publiques à l'étranger
- Musée du Petit-Palais à Genève

## Collections privées
- François Catroux[11]